# Phaenopsectra kizakiensis
Phaenopsectra kizakiensis är en tvåvingeart som först beskrevs av Tokunaga 1940.  Phaenopsectra kizakiensis ingår i släktet Phaenopsectra och familjen fjädermyggor. Inga underarter finns listade i Catalogue of Life.